# Маркуши (Житомирская область)
Маркуши́ (укр. Маркуші) — село на Украине, основано в 1594 году, находится в Бердичевском районе Житомирской области.
Код КОАТУУ — 1820883601. Население по переписи 2001 года составляет 632 человека. Почтовый индекс — 13373. Телефонный код — 4143. Занимает площадь 2,48 км².

## Адрес местного совета
13373, с. Маркуши, ул. Ленина, 41

## Известные уроженцы
- Бевзо, Александр Арефиевич (1901—1981) — украинский историк, специалист в области истории Украины средних веков; кандидат исторических наук.